# Placidochromis milomo
The Super VC-10 Hap (Placidochromis milomo) là một loài cá thuộc họ Cichlidae. Nó là mộtn extremely thick-lipped species; its specific name milomo is the word for "lips" in Chichewa. Its common name derives from the fact that nó là một very fast swimmer, và references the Vickers Super VC10, one of the fastest non-supersonic jetliners ever.
Nó được tìm thấy ở Malawi, Mozambique, và Tanzania. It occurs in the deeper, rocky habitats của hồ Malawi.